# 訃報 1999年
訃報 1999年（ふほう 1999ねん）は、1999年（平成11年）中に物故した人物の一覧である。詳細は月別訃報記事を参照のこと。

## 月別の訃報記事一覧
- 訃報 1999年1月
- 訃報 1999年2月
- 訃報 1999年3月
- 訃報 1999年4月
- 訃報 1999年5月
- 訃報 1999年6月
- 訃報 1999年7月
- 訃報 1999年8月
- 訃報 1999年9月
- 訃報 1999年10月
- 訃報 1999年11月
- 訃報 1999年12月

## 関連書籍
- 『現代物故者事典（1997 - 1999）』日外アソシエーツ、2000年3月24日。ISBN 978-4-8169-1595-6。